# 石川県ユースサッカーフェスティバル
石川県ユースサッカーフェスティバル（いしかわけんユースサッカーフェスティバル）は、第2種（高校生年代）のサッカー大会。

## 概要
石川県で開催された1985年全国高等学校総合体育大会に向けた強化のため、1983年から開催。
下記の複数の大会が7月下旬から8月下旬にかけて、同県の各地で併行して開催されている。
いずれの大会も過密日程であり、原則として試合時間を前後半30分ずつの計60分、交代枠を6名と規定。4チームずつグループ分けし、グループ内の順位に応じた順位決定トーナメントによって最終順位及び優勝チームを決する方式を採っている。
強化大会としてが珍しい昇格、降格のあるレギュレーションを採用。新規参入チームは4部カテゴリーからスタートし、TOPカテゴリーの和倉ユースサッカー大会を目指す。

## 和倉ユース(U-18)サッカー大会
2013年8月から石川県ユースサッカーフェスティバルの一環として開催。同県七尾市の和倉温泉グラウンド、能登島マリンパーク、能登島サッカー場、田鶴浜多目的グラウンド、城山陸上競技場などで行われる。
和倉や能登島では2012年以前にも金沢大会が行われており、本大会は金沢大会から分化したものである。
本大会が設けられて以降は金沢大会との間に昇降格が設けられ、本大会が高位に位置づけられている。

### 成績
| 回 | 年   | 参加チーム数 | 優勝         | 準優勝           | 3位              | 4位            |
| -- | ---- | ------------ | ------------ | ---------------- | ---------------- | -------------- |
| 1  | 2013 | 32           | 帝京         | 流通経済柏       | 川崎フロンターレ | ヴィッセル神戸 |
| 2  | 2014 | 40           | FC東京       | 川崎フロンターレ | 藤枝東           | 柏レイソル     |
| 3  | 2015 | 36           | 大津         | FC東京           | 帝京             | 習志野         |
| 4  | 2016 | 40           | 前橋育英     | 東京ヴェルディ   | 浦和レッズ       | FC東京         |
| 5  | 2017 | 40           | ジュビロ磐田 | FC東京           | ガンバ大阪       | 青森山田       |
| 6  | 2018 | 40           | ガンバ大阪   | 履正社           | 大津             | 四日市中央工業 |
| 7  | 2019 | 48           | 前橋育英     | 浜松開誠館       | 矢板中央         | ヴィッセル神戸 |
| 8  | 2020 | 16           | 青森山田     | 履正社           | 日大藤沢         | レノファ山口   |
| 9  | 2021 | 40           | 青森山田     | 流通経済大柏     | 大津             | 清水桜が丘     |
| 10 | 2022 | 48           | 日大藤沢     | 青森山田         | 日体大柏         | 東山           |

## 金沢ユースサッカー大会（2ndカテゴリー）
和倉大会開催以降は、翌年の和倉大会の予選という位置付けになっている。1位または２位チームは、来シーズンより和倉ユースサッカー大会に昇格する

## 3rdカテゴリー
石川県ユースサッカーフェスティバルの3rdカテゴリー（3部リーグ）は、金沢ユースチャレンジカップ（前期）、北陸大学カップ、金沢ユースチャレンジカップ（後期）の3大会が行われる。各大会の1位または2位チームは、来シーズンより、2ndカテゴリー（2部リーグ）の金沢ユースサッカー大会に昇格する。

## 4thカテゴリー
石川県ユースサッカーフェスティバルの4thカテゴリー（4部リーグ）は、サマーキャンプin和倉、サマーキャンプin金沢が行われる。和倉エリアでは前期、中期、後期の3大会、金沢エリアでは前期、後期の2大会、全エリア合計5大会が開催され、各大会の上位チームは、来シーズンより3rdカテゴリーのいずれかの大会に参入することになる。

## その他の大会
金沢大会への統合などにより現在開催されていない大会を含む。
- ユースチャレンジカップサッカー大会
- ウェルネスカップ(U-18)サッカー大会
- アストロカップサッカー大会
- 小松ユース(U-18)サッカー大会
- 津幡町ユースサッカー大会
- 七尾ユースサッカー大会